# 사사키 고지
사사키 고지(일본어: 佐々木 康治, 1936년 1월 30일 ~ )는 일본의 축구 선수이다.

## 국가대표팀 경력
그는 1958년 12월5일 홍콩과의 경기에서 일본 국가대표팀에 데뷔했다. 그는 1961년까지 국제 A매치 통산 14경기에 출전, 1득점을 넣었다.

## 통계
| 일본 | 일본 | 일본 |
| 연도 | 출전 | 득점 |
| ---- | ---- | ---- |
| 1958 | 2    | 0    |
| 1959 | 8    | 0    |
| 1960 | 1    | 1    |
| 1961 | 3    | 0    |
| 통산 | 14   | 1    |